# 蔣元杰
蔣元杰，廣西省桂林府全州人，清朝政治人物。同進士出身。
光緒二年（1876年），參加丙子恩科會試，得貢士第126名。殿試登進士3甲第41名。同年五月（6月3日），著分六部學習。